# Kerens (Texas)
Kerens város az USA Texas államában, Navarro megyében. Lakosainak száma 1505 fő (2020. április 1.).

## Népesség
A település népességének változása:

| 2010 | 1 573 |
| 2020 | 1 505 |